# Schitu Golești
Schitu Golești là một xã thuộc hạt Argeș, România. Dân số thời điểm năm 2002 là 5010 người.